# Gerda Maria Raschke

Gerda-Maria Raschke (Juni 2025)

Gerda Maria Raschke (* 21. März 1944 in Hamburg) ist eine deutsche Künstlerin.

## Leben
Gerda Maria Raschke absolvierte von 1960 bis 1964 eine Ausbildung in Grafik und Dekoration an der Werkkunstschule Hamburg. Anschließend studierte sie Malerei und Freie Kunst an der Hochschule für bildende Künste Hamburg bei Willem Grimm und William Scott.
Seit 1969 ist sie mit dem Künstler Meinhard Raschke verheiratet, mit dem sie zwei Söhne hat. Sie war Mitglied der GEDOK. Sie lebt und arbeitet als freie Künstlerin in Dagebüll Nordfriesland und Hamburg-Langenhorn. Im Mittelpunkt ihrer Werke stehen die nordfriesische Landschaft, die Naturverbundenheit oder das Leben auf dem Lande.
Mit ihrer meist flächigen Darstellung und dem Verzicht auf Raumillusion oder perspektivische Genauigkeit schafft sie dynamische Bildkompositionen. Ihre Technik spiegelt handwerkliche Arbeitsweisen wider: Grundierung mit Spachtelmasse, Wasser und selbst angerührten Pigmenten oder ein meist sehr pastoser und plastischer Farbauftrag in Öl, mit teils reliefartig herausgearbeiteten oder mit Sand oder Kratztechnik strukturierten Oberflächen.
In ihrem Flyer schreibt sie: Meine bildernische Ausdruckweise in Malerei und Grafik ist flächig und expressiv. Dabei interessiert mich das Stoffliche und Plastische in der Malerei, das ich durch die Verwendung verschiedener Spachtelmassen erreiche. In dieser Mischtechnik entstehen so Motive in landschaftlicher und figürlicher Art, die auch grafisch in der Radiertechnik zum Ausdruck kommen.
Gerda Maria Raschke ist in der Sammlung der Hamburger Behörde für Kultur und Medien vertreten.

## Ausstellungen (Auswahl)
Gemeinschaftsausstellungen
- 1972: Engagierte Kunst in Hamburg, Kunsthaus Hamburg
- 1989: Stadt, Kunsthaus Hamburg, Kunstverein in Hamburg (mit Meinhard Raschke und anderen Künstlern)
- 1992: Galerie der GEDOK
- 1999: Zur Zeit, Speicherstadt, Hamburg (mit Meinhard Raschke und anderen Künstlern)
- 2000: Kulturforum Alstertal (mit Helmut Kehlenbeck und Meinhard Raschke)
- 2003: Abbruch – Aufbruch, Speicherstadt, Hamburg (mit Meinhard Raschke und anderen Künstlern)
- 2006: 01. Fuhlsbüttler Kunstmeile, Hamburg-Fuhlsbüttel (mit Meinhard Raschke, Lili Fischer, Ole Könnecke, August Ohm und anderen Künstlern)[2]
- 2006–2007: Grafik und Fotografie zwischen den Jahren, Galerie Carstensen, Brüderstraße, Hamburg-Neustadt (mit Meinhard Raschke und anderen Künstlern)[3]
- 2009: Blutbilder, Haspa-Galerie, Großer Burstah, Hamburg-Altstadt (mit Udo Lindenberg, Gerhard Richter, Jonathan Meese, Oliver Jordan und anderen Künstlern)[4]
- 2012: Ausstellung von Radierungen, Kulturladen St. Georg, Hamburg-St. Georg (mit Meinhard Raschke und anderen Künstlern)[5]
- 2014: Aktuelle Kunst in Hamburg, Oberhafenquartier, Hamburg
- 2017: 6. Regionalschau – Aktuelle Kunst norddeutscher und dänischer Künstler, Die Drostei, Pinneberg und anschließend in Haderslev, Dänemark[6]
- 2019: AlsterArt, Alstertal-Einkaufszentrum, Hamburg-Poppenbüttel[7]

Einzelausstellungen
- 1981: Galerie Schnecke, Hamburg (mit Meinhard Raschke)
- 1981: Torhaus Wellingsbüttel, Hamburg-Wellingsbüttel
- 1987: Atelier-Ausstellung (mit Meinhard Raschke)
- 1988: Kunstverein Niebüll (mit Meinhard Raschke)
- 1988: Galerie und Werkstatt Inga Rusz, Hamburg-Poppenbüttel
- 1989: Rathaus, Reinbek
- 1992: AOK Kunstbrücke, Hamburg
- 1993: Torhaus Wellingsbüttel, Hamburg-Wellingsbüttel
- 1994: Atelier-Ausstellung (mit Meinhard Raschke)
- 1996: Schloss vor Husum
- 1997: Hotel Bellevue an der Alster, Hamburg-St. Georg
- 1998: Oberpostdirektion, City-Nord, Hamburg  (mit Meinhard Raschke)
- 1998: DEA, City-Nord, Hamburg
- 1999: Kunstkreis Schenefeld, Schenefelder Rathaus (mit Meinhard Raschke)
- 2004: Handwerkskammer Hamburg (mit Meinhard Raschke)
- 2005: Schloss Reinbek
- 2006: Charlottenhof, Klanxbüll
- 2006: Das Künstlerehepaar Gerda Maria und Meinhard Raschke, Galerie Carstensen, Brüderstraße, Hamburg-Neustadt (mit Meinhard Raschke)[8]
- 2007: Norddeutsche Landschaften, Galerie Carstensen, Hamburg
- 2009: Galerie Hegestraße, Hamburg
- 2010: Offenes Atelier, Hamburg-Langenhorn (mit Meinhard Raschke)
- 2010: Kunstverein Niebüll (mit Meinhard Raschke)
- 2011: Charlottenhof, Klanxbüll (mit Meinhard Raschke)
- 2011: Kreativmarkt, Mjels, Dänemark (mit Meinhard Raschke)
- 2011: Offenes Atelier, Hamburg-Langenhorn (mit Meinhard Raschke)
- 2012: Barfuss-Galerie Klaus Timm, Hamburg-Poppenbüttel (mit Meinhard Raschke)
- 2012: Kunstkreis Schenefeld, Rathaus Schenefeld (mit Meinhard Raschke)[9]
- 2013–2014: Gerda-Maria Raschke – Recycling-Art, Collagen und Objekte, Kulturstation Zollhäuser Rodenäs, Rodenäs[10]
- 2014: Torhaus Wellingsbüttel, Hamburg-Wellingsbüttel (mit Meinhard Raschke)
- 2014: Barfuss-Galerie Klaus Timm, Hamburg-Poppenbüttel
- 2016: Barfuss-Galerie Klaus Timm, Hamburg-Poppenbüttel (mit Meinhard Raschke)
- 2017: Kunstverein Husum, Rathaus Husum[11]
- 2018: Berenberg-Gossler-Hauses, Hamburg-Niendorf (mit Meinhard Raschke)
- 2020: Gerda-Maria & Meinhard Raschke, Barfuss-Galerie Klaus Timm, Hamburg-Poppenbüttel (mit Meinhard Raschke)[12]